# KS Unia Oświęcim
KS Unia Oświęcim – klub sportowy założony 11 grudnia 1946 r. przekształcony w 1999 na bazie istniejących sekcji w odrębne kluby.
Od 2019 oficjalną nazwą zespołu jest Re-Plast Unia Oświęcim.

## Unia dzisiaj
TH Unia Oświęcim – powstało po przekształceniu I drużyny hokeja najpierw w sportową spółkę akcyjną (Dwory Unia S.S.A.), a w 2006 r. w Towarzystwo Hokejowe.
UKŁF Unia Oświęcim – klub łyżwiarstwa figurowego powstały w 1999 r. na bazie sekcji łyżwiarstwa figurowego.
UKP Unia Oświęcim – klub pływacki powstały w 1999 r. na bazie sekcji pływackiej.
UKH Unia Oświęcim – uczniowski klub hokejowy prowadzący szkolenie dzieci i młodzieży z klas hokejowych Szkoły Podstawowej nr 11 i Miejskiego Gimnazjum nr 3 w Oświęcimiu.
UKHK Unia Oświęcim – klub hokejowy kobiet, jako jedyny nie ma pierwowzoru w KS Unia. Powstał w 2005 r.
Szkoła Mistrzostwa Sportowego w Oświęcimiu, działająca w ramach Powiatowego Zespołu nr 2 Szkół Ogólnokształcących Mistrzostwa Sportowego i Technicznych, jest ważnym ogniwem szkoleniowym oświęcimskich klubów sportowych. Młodzi zawodnicy szkoleni są przy ścisłej koordynacji z klubami. Trenerzy współpracują z nauczycielami, by optymalnie wykorzystać możliwości ucznia-sportowca oraz pogodzić wymogi szkoły i zawodów sportowych. Jej uczniami byli, m.in.: Paweł Korzeniowski, Dorota Zagórska i Mariusz Siudek, Grażyna Dziedzic, Sabina Wojtala.
Szkoła została utworzona w 1982 r. na bazie Szkoły Sportowej nr. 8, a włączona w struktury Zespołu nr 2 w 1996 r.
- Dane teleadresowe szkoły:

ul. Bema 8, 32-600 Oświęcim

## Historia
Klub powstał w 1946 r. przy Państwowych Zakładach Paliw Syntetycznych z inicjatywy jego pracowników pod pierwotną nazwą Związkowy Klub Sportowy Syntetyka w Dworach. Jego pierwszym prezesem został Władysław Szewczyk. Pierwszą w klubie była sekcja piłkarska. W 1949 r. doszło do fuzji Syntetyki Oświęcim i ZKS Kolejarza i zmiany nazwy na ZKS Unia. W tym czasie w klubie było 12 sekcji: piłka nożna, tenis stołowy, boks, siatkówka, koszykówka, lekkoatletyka, szachy, kajakarstwo, narciarstwo, motorowa, łowiecka, wędkarska. Miały one na ogół charakter rekreacyjny, a większość imprez masowych, takich jak marsze, spartakiady, biegi uliczne organizowane były przez klub dla pracowników Zakładów Chemicznych. W latach 50. ograniczono liczbę sekcji, by więcej uwagi poświęcić sportom wyczynowym. Skupiono się głównie na piłce nożnej, siatkowej i boksie. Nastąpiło też przyłączenie klubu Czarni i odłączenie się Soły.
W 1958 r. powołano sekcję hokeja na lodzie i wybudowano naturalne lodowisko. Unia stała się największym klubem w powiecie i jednym z największych w dawnym województwie krakowskim. W latach 60. domeną klubu był wyłącznie sport wyczynowy, a prym wiodły sekcje bokserska i piłkarska. W 1964 r. podjęto decyzję o budowie sztucznego lodowiska. Następstwem tej inwestycji było powołanie kolejnej sekcji – łyżwiarstwa figurowego. W 1970 r. hokeiści weszli po raz pierwszy do ekstraklasy. W 1972 oddano do użytku pierwszy w Polsce kryty basen o wymiarach olimpijskich, a kilka miesięcy później powstała sekcja pływacka. Przez wiele lat obie sekcje, hokejowa i pływacka, należały do najlepszych. W 1982 r. w rankingu prowadzonym przez resort sportu, oświęcimska Unia zajmowała 5. miejsce w Polsce (wśród 2 tysięcy klubów). Powierzono jej organizację Ośrodka Przygotowań Olimpijskich w pływaniu i łyżwiarstwie figurowym.
W latach 80. klubowi groziło zawieszenie działalności z powodów finansowych. Nie było w Polsce generalnych rozwiązań finansowania sportu. Koszty utrzymania Unii, pokrywane były z budżetu Zakładów Chemicznych, również z funduszu socjalnego fabryki, na co nie było zgody załogi. Jednak ZChO nie wycofało się całkowicie ze sponsorowania, a dodatkowo umożliwiono klubowi prowadzenie działalności zarobkowej. W 1990 r. zrezygnowano z określania klubu jako amatorski, co zaznaczono w statucie. Mimo trudności finansowych lata 80. były dla Unii, pasmem sukcesów. Zawodnicy oświęcimskiego klubu, pływacy (m.in. Grażyna Dziedzic) i łyżwiarze (m.in. Wojciech Gwinner), po raz pierwszy reprezentowali Polskę w mistrzostwach świata i Europy. W latach 90., kiedy w dalszym ciągu pogarszała się sytuacja finansowa, zmniejszono liczbę sekcji (zostały cztery: piłki nożnej, hokeja, łyżwiarska i pływacka).
W 1997 r. Zakłady Chemiczne zapowiedziały kres sponsorowania, a wkrótce potem uległy restrukturyzacji i już jako Firma Chemiczna Dwory stały się 100% udziałowcem nowo powstałej spółki Sport-Olimp (Ośrodek Sportowo-Rekreacyjny Sport-Olimp spółka z o.o.). Zadaniem spółki było zarządzanie obiektami sportowymi byłych Zakładów Chemicznych, m.in. lodowiskiem i krytą pływalnią. W tej sytuacji, kiedy doszły klubowi dodatkowe koszty wynajmowania obiektów sportowych, dalsze prowadzenie działalności przez i tak już zadłużony klub, stało się niemożliwe.
Decyzją walnego zgromadzenia w 1998 r. z poszczególnych sekcji utworzono odrębne kluby, a I drużyna hokeja miała być prowadzona przez Sportową Spółkę Akcyjną Unia Dwory. Drużynę młodzieżową sekcji hokejowej przekształcono w Uczniowski Klub Sportowy, ze wsparciem finansowym miasta, sekcja łyżwiarska utworzyła klub Olimpijczyk, pływaków zrzeszono w Uczniowskim Klubie Pływackim Unia, piłkarze powołali klub Zasole Unia. Wszystkie kluby utożsamiają się z dobrymi tradycjami Unii i deklarują chęć ich kontynuacji.

### Sekcje

#### Hokej na lodzie
Sekcja hokejowa została założona w 1959 r. Początkowo zawodnicy trenowali na wykonanym przez siebie naturalnym lodowisku. Mając tak trudne warunki do treningów hokeiści nie odnosili początkowo znaczących sukcesów. Przełomem było oddanie w 1964 r. sztucznego lodowiska MOSiR. Drużyna hokejowa szybko osiągnęła poziom II ligowy (1967 r.), w końcu dotarła do I ligi (1970). Przez wiele lat hokeiści grali na przemian w obu ligach aż do sezonu 1990/91, kiedy wywalczyli tytuł wicemistrza Polski, a w następnym sięgnęli po złoto. Po likwidacji klubu KS Unia hokeiści przeszli pod patronat klubu Dwory SSA Unia.

#### Łyżwiarstwo figurowe
Sekcja łyżwiarska powstała w 1965 r. Posiadając profesjonalne zaplecze w postaci nowego sztucznego lodowiska cieszyła się dużym zainteresowaniem dzieci i młodzieży. Spośród kilkuset osób, które uczyły się w szkółce, wybrano do sekcji najzdolniejszą czterdziestkę. W mistrzostwach Polski łyżwiarze zadebiutowali w 1968 r., a w 1979 r. byli, pod względem osiągnięć, na drugim miejscu w kraju. Wojciech Gwinner jako pierwszy łyżwiarz Unii brał udział w mistrzostwach Europy w Budapeszcie (1984) i w następnym sezonie w Göteborgu. W sezonie 1985/86 PZŁF przyznał klubowi pierwsze miejsce w kraju. Najbardziej utytułowanymi zawodnikami sekcji łyżwiarskiej byli Dorota Zagórska i Mariusz Siudek, podopieczni trenerki Iwony Mydlarz Chruścińskiej.

#### Pływanie
Sekcja powstała w 1972 r., wkrótce po oddaniu do użytku krytej pływalni. Pierwszym kierownikiem został Kazimierz Zieleński. Pływacy Unii wywalczyli na mistrzostwach Polski w całej ponad trzydziestoletniej historii setki medali (pierwszy medal MP seniorów zdobyła w 1979 r. Magdalena Saternus). Największe sukcesy odnotowali Grażyna Dziedzic, Grzegorz Biela, Paweł Korzeniowski. Autorami największych sukcesów pływaków są trenerzy Kazimierz Woźnicki i Grzegorz Molenda. W 1999 r. sekcja pływacka KS Unii przekształciła się w UKP Unia.

#### Piłka nożna
Sekcję piłkarską założono w 1946 r. równocześnie z powstaniem klubu. Jej pierwszym kierownikiem był Józef Federowicz. Zespół występował w klasie B, plasując się w środku tabeli. Po fuzji z Sołą został dopuszczony do klasy A. W 1952 r. zdobył tytuł mistrza ligi wojewódzkiej. Po utworzeniu w strukturach organizacyjnych polskiego sportu III ligi Unia została do niej zakwalifikowana i wielokrotnie w następnych sezonach plasowała się tam na wysokich pozycjach, nie udało się jednak nigdy awansować do II ligi. W rozgrywkach pucharowych drużyna kilka razy awansowała na szczebel centralny, a największym sukcesem było wyeliminowanie z rozgrywek w 1965 r. pierwszoligowego zespołu Polonii Bytom. W meczu na własnym boisku zawodnicy Unii pokonali przeciwnika 2:0.
W 1999 r., po likwidacji K.S. Unia Oświęcim utworzono Oświęcimskie Stowarzyszenie Promocji Sportu i Turystyki Zasole i postanowiono, że drużyny piłkarskie będą brały udział w rozgrywkach jako Zasole-Unia Oświęcim.

#### Tenis stołowy
Historia tej sekcji rozpoczęła się w 1948 r. Pierwszym znaczącym sukcesem było wejście drużyny do klasy A. Z powodu braku sali do treningów i polityki zarządu, który położył nacisk na rozwój piłki nożnej i boksu, działalność sekcji zawieszono w 1962 r. Wznowienie działalności po otrzymaniu do dyspozycji sali „Tysięczna” przyniosło sekcji kolejny awans do klasy A. Po utworzeniu ligi międzywojewódzkiej Unia rywalizowała z najlepszymi zespołami województwa krakowskiego, katowickiego i opolskiego. Najlepszym wynikiem, jaki udało jej się osiągnąć było zajęcie 8 miejsca w tej lidze. Sekcję rozwiązano w 1968 r.

#### Boks
Sekcja powstała w 1949 r.; jej pierwszym trenerem był Władysław Postawa.. W 1953 pięściarze zajęli pierwsze miejsce w III lidze. Przez wiele lat byli jedną z najlepszych sekcji w województwie krakowskim. Od 1965 r. zawodnicy Unii walczyli w II lidze. Bokserzy Unii, Edwin Żurek i Ludwik Czupik, weszli do kadry narodowej na igrzyska olimpijskie w Meksyku 1968. Sekcję rozwiązano w 1973 r.

#### Lekkoatletyka
Sekcja działała w latach 1949–1955 jako rekreacyjna. Stałą działalność wznowiła w 1965 r. Startowała w lidze okręgowej, ale największe sukcesy odnosili zawodnicy indywidualnie. Najwyższą klasę I posiadał Ryszard Przystał. Największym osiągnięciem zespołu było 2 miejsce w wojewódzkiej lidze juniorów w 1976 r.

#### Siatkówka
Sekcja założona w 1949 r. miała początkowo charakter rekreacyjny. Utworzona w 1952 r. drużyna grała w klasie A, potem w III lidze (mistrzostwo w 1955), nie wykorzystała jednak szansy dostania się do II ligi. Została rozwiązana w 1965 r.

#### Gimnastyka
Sekcja nie miała zadowalających wyników, trwała trzy lata do 1952 r.

#### Szachy
Na początku, w 1949 r., sekcja miała charakter rekreacyjny. W 1958 r. szachiści zdobyli tytuł wicemistrza w klasie A. Było to największe osiągnięcie tej sekcji. Działalność zawiesiła w 1962 r.

#### Sekcja motorowa
Powstała w 1949 r. na bazie istniejącego od 1946 r. Oświęcimskiego Klubu Motocyklistów. Rozwijała sport motocyklowy i kolarski, istniała do 1956 r.

#### Tenis ziemny
Tenisiści założyli sekcję w 1953 r. Grali na kortach ziemnych wybudowanych obok boiska piłkarskiego nad Sołą. Sekcję rozwiązano w 1962 r.

#### Narciarstwo
Sekcja powstała w 1953 r. a jej zawodnicy z powodzeniem nawiązywali rywalizację w mistrzostwach okręgu krakowskiego i mistrzostwach Polski. Zawodnicy byli szkoleni wszechstronnie, mogli więc startować zarówno w skokach, jak i w slalomie gigancie. Klub rozwiązano z powodów finansowych w 1956 r.

#### Koszykówka
Sekcja istniała w latach 1960–1965. Koszykarze grali kolejno w klasach C, B, A; wywalczyli też prawo do gry w lidze wojewódzkiej. Z powodu braku zainteresowania władz klubu rozwijaniem tej dyscypliny sekcję rozwiązano.

#### Kolarstwo
Sekcja została założona w 1961 r., przez zapalonego kolarza, trenera Antoniego Matlaka i pierwszego kierownika Władysława Węgrzyna. Kolarze osiągali sukcesy w mistrzostwach okręgu krakowskiego, zarówno drużynowo, jak i indywidualnie. Zawodnik Unii Jan Stachura wszedł do kadry narodowej na mistrzostwa olimpijskie w Meksyku w 1968 r. Pierwszy olimpijczyk w historii klubu przeżył jednak osobistą tragedię nie mogąc stanąć do rywalizacji z powodu wysokogórskiego klimatu w Meksyku. Zawodnik ten dwa lata później wygrał 27 Tour de Pologne. W barwach narodowych oprócz Jana Stachury występowali też Jerzy Rzepka i Zbigniew Sawera. Sekcja istniała do 1989 r.

#### Brydż
Sekcja brydża sportowego rozpoczęła działalność w 1963 r. W 1964 r. przeszli do niej zawodnicy NOT-u i już w pierwszym sezonie drużyna zdobyła mistrzostwo ligi okręgowej, co dało jej awans do II ligi. Nie udało się jednak utrzymać w tej lidze. W swojej historii sekcja kilka razy była najlepsza w lidze okręgowej, jednak na wyższym szczeblu nie odnosiła sukcesów. W 1969 sekcję zlikwidowano, a zawodnicy przeszli do TKKF-u.

#### Piłka ręczna
Sekcja powstała w 1963 r. i już w następnym roku jej zawodnicy grali w klasie A. Po kilku sezonach w 1967 r. sekcję rozwiązano.

### Prezesi klubu
- Władysław Szewczyk – 1946–1947
- Jan Hipp – 1948
- Alfred Jitner – 1949, 1959–1960, 1963–1976
- Ludwik Wieczorek – 1950–1951
- Marian Szostak – 1952–1954
- Aleksander Chruściel – 1954–1958, 1961,
- Józef Myrdko – 1962
- Bogusław Grochowski – 1977–1981
- Kazimierz Nidecki – 1981–1982
- Wiesław Maciejewski – 1982–1985
- Karol Gryzowski – 1985–1993, 1999
- Kazimierz Woźnicki – 1993–1998
- Jan Marek Strzała – 1998–1999
- Włodzimierz Liszka – 1999
- Józef Jaskółka – 1999